# Katholische Blätter
Die Zeitung Katholische Blätter war eine in Linz herausgegebene Wochenzeitung.

## Beschreibung
Die Katholischen Blätter erschienen ab 1. Jänner 1849 als Nachfolgeorgan des ab Juni 1848 neu aufgelegten Volksblattes für Religion und Gesetz, Eine katholische Zeitschrift für Belehrung, Beherzigung und Warnung (Redakteur Albert Pflügl). Anfangs lautete die Bezeichnung Katholische Blätter für Glaube, Freiheit und Gesittung. Die letzte Nummer wurde am 21. Dezember 1907 herausgegeben. Die Katholischen Blätter wurden danach Teil der Illustrierten Wochenausgabe des Linzer Volksblattes. Von 1860 bis 1865 erschien die Zeitschrift Christliche Kunstblätter als Beilage der Katholischen Blätter.
Die Zeitung wechselte mehrmals das Format. Sie wurde von 1849 bis 1881 im Format 4°, von 1882 bis 1894 im Format 2° und danach bis 1907 wieder im Format 4° aufgelegt. Die Zeitung erschien zunächst zweimal wöchentlich, sodann wöchentlich. Zwischen 1862 und 1866 wurden zwei Ausgaben pro Woche veröffentlicht, ab 1889 reduzierte sich die Erscheinungsweise auf dreimal monatlich und ab 1895 weiter auf 14-täglich.

## Herausgeber
- Katholikenverein in Linz (1849 bis 1852)
- Katholischer Central-Verein in Linz (1853 bis 1881)
- Katholischer Preßverein der Diözese Linz (1882 bis 1897)
- Zentral-Katholikenverein (1897 bis 1907)

## Redakteure
- Albert Pflügl (Jänner 1847 bis März 1850)
- Georg Gugeneder (April 1850 bis Dezember 1851)
- Michael Enzenhofer (Jänner 1852 bis März 1866)
- Franz Pillinger (April 1866 bis Dezember 1867)
- Josef Sprinzl und Anton Edtl (Jänner bis Dezember 1868)
- Michael Dörr (Jänner 1869 bis Juli 1870)
- Johann Faigl (Juli 1870 bis Mai 1871)
- G. Strigl (Mai 1871)
- Johann Faigl (Juni bis Juli 1871)
- G. Strigl (Juli 1871 bis Juli 1873) und Fr. Höllerweger (November 1872)
- Adolf Schmuckenschläger (Juli 1873 bis Juni 1875)
- Anton Stára (Juli 1875 bis April 1876)
- Friedrich Scheibelberger (Mai 1876 bis Dezember 1880)
- Johann Hauser (Dezember 1880 bis Dezember 1881)
- Martin Fuchs (Jänner 1882 bis Oktober 1887)
- Leopold Kern (Oktober 1887 bis Dezember 1889)
- Johann Hauser (Jänner 1890 bis Dezember 1894)
- Franz Bichler (Jänner 1895 bis Dezember 1897)
- Johann Dobretsberger (Jänner 1898 bis Juni 1904)
- Friedrich Pesendorfer (Juli 1904 bis Jänner 1907)
- Heinrich Binder (Jänner bis Dezember 1907)

## Druckerei
- Johann Huemer‘sche Witwe (Jänner 1849 bis November 1854)
- Huemer‘sche Buchdruckerei (Jänner 1855 bis Dezember 1856)
- Huemers Witwe & Danner (Jänner 1857 bis Dezember 1872)
- Katholische Pressvereinsdruckerei (Jänner 1873 bis Dezember 1907)